# Graphiphora conjuncta
Graphiphora conjuncta là một loài bướm đêm trong họ Noctuidae.